# Máire Breatnach
Máire Breatnach (prononciation My-ra Bran-nah) est une musicienne traditionnelle irlandaise, chanteuse et  multi-instrumentiste (fiddle, alto, tin whistle, piano et claviers et guitare). Elle se produit en solo et a collaboré avec des groupes tels que ceux de Sharon Shannon, Moya Brennan et Mary Black.

## Biographie
Máire Breatnach commence l'apprentissage du violon et du piano à l'âge de six ans au Dublin College of Music. Elle remporte un Eamon Ceannt Scholarship pour ses résultats exceptionnels tant en musique qu'en gaélique irlandais. Elle obtient ensuite plusieurs diplômes en musique et ethnomusicologie à l'University College Dublin, où elle enseigne également durant ses études. Elle écrit également une chronique mensuelle sur la musique traditionnelle pour Anois, le journal en langue irlandaise.
Máire Breatnach est surtout célèbre pour son talent de fiddler et en tant que tel, elle a collaboré avec de nombreux artistes irlandais, dont Sharon Shannon, Moya Brennan (de son vrai nom Máire Brennan) et Mary Black, ainsi qu'avec Riverdance, Christy Moore, Alan Stivell, Ronan Keating, Máire Brennan, Phil Chevron (guitariste de The Pogues), Sinead O'Connor, Altan, Mike Oldfield, Donovan, David Gilmour, Sarah Brightman, Gavin Friday, Nigel Kennedy, Donal Lunny, Dolores Keane, Ronnie Drew, Liam Ó Maonlaí (en), Ronan Hardiman et Bill Whelan.
Elle chante en gaélique irlandais dans quelques-uns de ses enregistrements et elle a participé à l'arrangement de la bande-son de Final Fantasy IV. Elle a également travaillé avec Yasunori Mitsuda pour la musique du jeu vidéo de rôle Xenogears (Creid).
Les albums Norland Wind et Atlantic Driftwood sont le fruit de la collaboration entre Máire Breatnach et Thomas Loefke.
En 2007, elle enregistre un CD avec le harpiste irlandaise Cormac de Barra, membre du groupe de Moya Brennan (de son vrai nom Máire Brennan) . La même année, est collabore à un projet pédagogique en langue irlandaise pour la jeunesse, pour lequel elle écrit et interprète plus de quarante titres.
Elle a également participé à deux albums des Chieftains, Tears of Stone qui remportera un Grammy Award, et Éist, pour lequel elle a écrit le morceau titre Éist A Stor, un duo interprété avec Brian Kennedy.
Máire Breatnach est également professeur et chercheuse à université de Limerick.
Elle a également une activité de productrice qui l'a amenée à travailler avec Sonny Condell, Johnny McEvoy, Jim McCann, The Black Family, Keith Donald, Pádraigín Ní Uallacháin, Méav et Lasairfhióna Ní Chonaola.

## Discographie
Albums solo :
- The Voyage of Bran (1994) ;
- Celtic Lovers (1997) ;
- Angels' Candles/Coinnle na nAingeal (1999) ;
- Dreams and Visions in Irish Song (2002) ;
- In Full Measure (2009).

Participations :
- Babes in the Wood, de Mary Black (1991) ;
- Sharon Shannon, Sharon Shannon (1993) ;
- Poiema, de Michael Card (1994) ;
- Man In The Moon, de Andy M Stewart (1994) ;
- Brian Boru, d'Alan Stivell (1995) ;
- Looking Back, de Mary Black (1995) ;
- Out The Gap, de Sharon Shannon (1995) ;
- Riverdance: Music From The Show (1996) ;
- Voyager, de Mike Oldfield (1996) ;
- Traveler's Prayer, de John Renbourn (1998) ;
- Celtic Christmas IV (1998) ;
- Song For Ireland, de Mary Black (1999) ;
- Tears of Stones, avec The Chieftains (1999) ;
- Spellbound: Best Of Sharon Shannon, de Sharon Shannon (1999) ;
- An Irish Lullaby, de Padraigin Ni Uallachain (2000) ;
- Way Out Yonder, de Andy Irvine (2001) ;
- Best Of Mary Black, de Mary Black (2001) ;
- Very Best Of Celtic Christmas (2004) ;
- Fiddler's Green (2004) ;
- Sharon Shannon Collection 1990-2005, de Sharon Shannon (2006) ;
- Pulling Strings, avec Cormac de Barra (2010).